# Sông Phan (xã)
Sông Phan là một xã thuộc huyện Hàm Tân, tỉnh Bình Thuận, Việt Nam.
Xã Sông Phan có diện tích 62,84 km², dân số năm 2019 là 7.670 người, mật độ dân số đạt 122 người/km².